# Черепаха опукла
Черепаха опукла (Mesoclemmys gibba) — вид черепах з роду Жаб'яча черепаха родини Змієшиї черепахи.

## Опис
Загальна довжина досягає 23 см. Голова товста, велика, має загострений ніс. Нижня щелепа зубчата, має 2 коротких вусики. Порівняно високий панцир має у задній частині середній кіль. Передні лапи мають по 5 кігтів, а задні — 4.
Забарвлення карапаксу має чорний колір, а пластрон — буро-чорний. Голова й шия червонувато-кориневого кольору. Хвіст сірого кольору. Ноги біля пахв жовтого кольору.

## Спосіб життя
Полюбляє невеличкі річки та болота у тропічних лісах. Харчується безхребетними, дрібною рибою.
Самиця відкладає до 12 яєць.

## Розповсюдження
Мешкає у Парагваї, північно-східній Бразилії, Перу, східному Еквадорі, південно-східній Колумбії, Венесуелі, Суринамі, Гаяні, а також на острові Тринідад.